# Hromgla

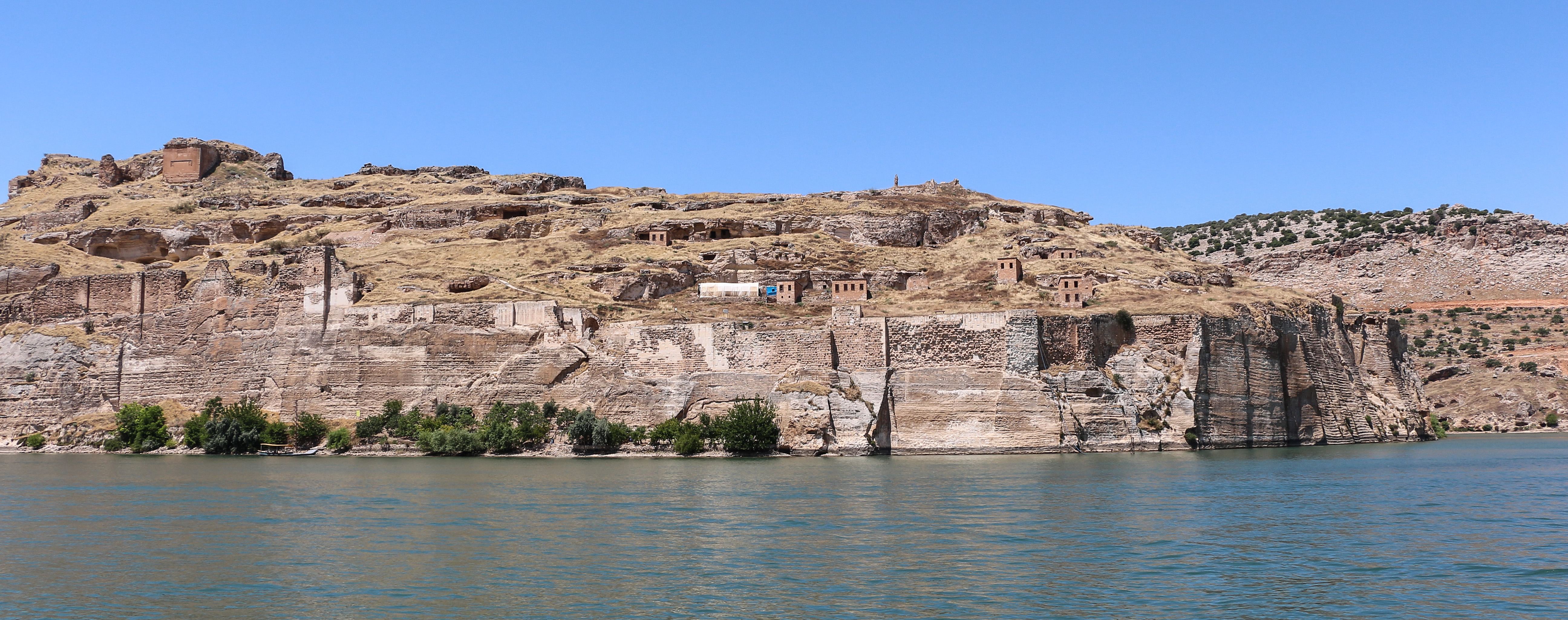
Forteresse de Hromgla

Qal'at ar-Rum (en arabe : qalʿa al-rūm, قلعة الروم, « forteresse de roum »),  Rumkale en turc, Hromgla (en arménien : Հռոմկլայ, hromklaj), Claia ou Glaia dans les sources ecclésiastiques latines, signifiant littéralement « château romain », c'est-à-dire byzantin, ou Ranculat pour les croisés est une puissante forteresse sur le fleuve Euphrate, à 50 km au nord-est de Gaziantep, en Turquie. Elle est située au confluent de l'Euphrate et du Merzumen.
Sa position stratégique est déjà connue des Assyriens, bien que la structure actuelle soit essentiellement de factures hellénistique et romaine. Le site est occupé par des chefs de guerre byzantins et arméniens au cours du Moyen Âge. 
Conquise par les Croisés de la première croisade et intégrée au comté d'Édesse, la citadelle est cédée par l'épouse de Josselin II en 1151 au catholicos arménien, chef suprême de l'Église apostolique arménienne, qui en fait sa résidence ; son scriptorium est célèbre pour ses productions, avec notamment un enlumineur comme Toros Roslin. Intégrée au royaume arménien de Cilicie vers 1258, elle est prise par les Mamelouks d'Égypte en 1292 après un long siège.
La forteresse est actuellement une ruine accessible par bateau seulement depuis la ville voisine d'Halfeti.